# Liste von Sprengstoffanschlägen im Jahr 1991
Die Liste von Sprengstoffanschlägen im Jahr 1991 erfasst Anschläge mit Sprengladungen und anderen Spreng- und Brandvorrichtungen gegen Einrichtungen und Ansammlungen von Menschen, die im Jahr 1991 passierten. Zu den Formen zählen unter anderem Auto- und Rucksackbomben. Siehe auch Liste von Anschlägen auf Verkehrsflugzeuge.

## Liste
| Datum         | Ereignis                                                          | Ort                 | Staat                  | Tote | Verletzte | Anmerkung, Quellen |
| ------------- | ----------------------------------------------------------------- | ------------------- | ---------------------- | ---- | --------- | ------------------ |
| 8. Jan. 1991  | Sprengstoffanschlag auf Kontrollpunkt                             | Cullyhanna          | Vereinigtes Königreich | 0    | 4         | [ 1 ]              |
| 12. Jan. 1991 | Anschlag mit Schusswaffen und Sprengstoff auf Beerdigung          | Sebokeng            | Südafrika              | 35   | 0         | [ 2 ]              |
| 14. Jan. 1991 | Sprengstoffanschlag auf Innenministerium                          | Lima                | Peru                   | 1    | 100       | [ 3 ]              |
| 19. Jan. 1991 | Sprengstoffanschlag auf Sicherheitspatrouille                     | Newtownhamilton     | Vereinigtes Königreich | 0    | 1         | [ 4 ]              |
| 19. Jan. 1991 | Sprengstoffanschlag auf Kino                                      | Rawalpindi          | Pakistan               | 4    | 40        | [ 5 ]              |
| 20. Jan. 1991 | Sprengstoffanschlag auf Dorf                                      | nahe Kandahar       | Afghanistan            | 16   | 30        | [ 6 ]              |
| 22. Jan. 1991 | Sprengstoffanschlag auf Gericht                                   | Neu-Delhi           | Indien                 | 0    | 22        | [ 7 ]              |
| 3. Feb. 1991  | Anschlag mit Autobombe auf Militärstützpunkt                      | Magherafelt         | Vereinigtes Königreich | 0    | 2         | [ 8 ]              |
| 6. Feb. 1991  | Sprengstoffanschlag auf Minibus                                   | Punjab              | Pakistan               | 3    | 30        | [ 9 ]              |
| 8. Feb. 1991  | Sprengstoffanschlag auf Bahnhof                                   | Lucknow             | Indien                 | 10   | 30        | [ 10 ]             |
| 8. Feb. 1991  | Anschlag mit Schusswaffen und Raketen auf Nahrungsmittelkonvoi    | Tete                | Mosambik               | 45   | 0         | [ 11 ]             |
| 18. Feb. 1991 | Sprengstoffanschlag auf Bahnhöfe                                  | London              | Vereinigtes Königreich | 1    | 40        | [ 12 ] [ 13 ]      |
| 19. Feb. 1991 | Sprengstoffanschlag auf Bus                                       | nahe Neu-Delhi      | Indien                 | 10   | 30        | [ 14 ]             |
| 20. Feb. 1991 | Sprengstoffanschlag auf Zug                                       | Wazirabad           | Pakistan               | 5    | 41        | [ 15 ]             |
| 1. März 1991  | Mörserangriff auf Militäreinheit                                  | Armagh              | Vereinigtes Königreich | 2    | 2         | [ 16 ]             |
| 18. März 1991 | Sprengstoffanschlag auf Polizeieinheit                            | Newry               | Vereinigtes Königreich | 0    | 4         | [ 17 ]             |
| 22. März 1991 | Sprengstoffanschlag auf Moschee                                   | Jammu               | Indien                 | 3    | 30        | [ 18 ]             |
| 23. März 1991 | Sprengstoffanschlag auf Markt                                     | Neu-Delhi           | Indien                 | 9    | 100       | [ 19 ]             |
| 23. März 1991 | Sprengstoffanschlag auf Bushaltestelle                            | Neu-Delhi           | Indien                 | 7    | 90        | [ 20 ]             |
| 24. März 1991 | Sprengstoffanschlag auf Markt                                     | Akaraipattu         | Sri Lanka              | 8    | 50        | [ 21 ]             |
| 28. März 1991 | Granatenangriff auf Flüchtlingslager                              | Mueang Prachin Buri | Thailand               | 7    | 20        | [ 22 ]             |
| 29. März 1991 | Sprengstoffanschlag auf Fahrzeug                                  | Antelias            | Libanon                | 4    | 20        | [ 23 ]             |
| 29. März 1991 | Sprengstoffanschlag auf Supermarkt                                | Beirut              | Libanon                | 8    | 38        | [ 24 ]             |
| 29. März 1991 | Anschlag mit Autobombe auf Kirche                                 | Beirut              | Libanon                | 4    | 27        | [ 25 ]             |
| 2. Apr. 1991  | Sprengstoffanschlag auf Süßwarenladen und Polizeiposten           | Amritsar            | Indien                 | 5    | 36        | [ 26 ]             |
| 11. Apr. 1991 | Mörserangriff auf Polizeieinheit                                  | Downpatrick         | Vereinigtes Königreich | 1    | 0         | [ 27 ]             |
| 1. Mai 1991   | Anschlag mit Schusswaffen und Sprengstoff auf Polizeistreife      | Belfast             | Vereinigtes Königreich | 1    | 2         | [ 28 ]             |
| 25. Mai 1991  | Sprengstoffanschlag auf Kaserne                                   | Belfast             | Vereinigtes Königreich | 1    | 1         | [ 29 ]             |
| 26. Mai 1991  | Anschlag mit Autobombe auf Polizeieinheit                         | Cookstown           | Vereinigtes Königreich | 0    | 2         | [ 30 ]             |
| 26. Mai 1991  | Sprengstoffanschlag auf protestantische Zivilisten                | Belfast             | Vereinigtes Königreich | 0    | 2         | [ 31 ]             |
| 29. Mai 1991  | Anschlag mit Autobombe auf Guarda-Civil-Kaserne                   | Vic                 | Spanien                | 9    | 50        | [ 32 ]             |
| 31. Mai 1991  | Anschlag mit Autobombe auf Militärstützpunkt                      | Glenanne            | Vereinigtes Königreich | 3    | 18        | [ 33 ]             |
| 8. Juni 1991  | Sprengstoffanschlag auf Sportarena                                | Petrinja            | Jugoslawien            | 1    | 0         | [ 34 ]             |
| 8. Juni 1991  | Sprengstoffanschlag auf protestantische Zivilisten                | Donaghcloney        | Vereinigtes Königreich | 0    | 2         | [ 35 ]             |
| 21. Juni 1991 | Selbstmordattentat mit Autobombe auf Militärgebäude               | Colombo             | Sri Lanka              | 60   | 85        | [ 36 ]             |
| 25. Juni 1991 | Sprengstoffanschlag auf Polizeistation                            | Belfast             | Vereinigtes Königreich | 0    | 2         | [ 37 ]             |
| 7. Juli 1991  | Raketenangriff auf Polizeifahrzeug                                | Belfast             | Vereinigtes Königreich | 0    | 5         | [ 38 ]             |
| 7. Juli 1991  | Sprengstoffanschlag auf Polizeifahrzeug                           | Belfast             | Vereinigtes Königreich | 0    | 6         | [ 39 ]             |
| 8. Juli 1991  | Sprengstoffanschlag auf Polizeistreife                            | Belfast             | Vereinigtes Königreich | 0    | 1         | [ 40 ]             |
| 15. Juli 1991 | Sprengstoffanschlag auf Expresszug                                | Punjab              | Pakistan               | 7    | 40        | [ 41 ]             |
| 15. Juli 1991 | Anschlag mit Schusswaffen und Mörser auf Militärkonvoi            | Jaffna              | Sri Lanka              | 200  | 0         | [ 42 ]             |
| 10. Aug. 1991 | Granatenangriff auf religiöse Versammlung                         | Zamboanga City      | Philippinen            | 2    | 43        | [ 43 ]             |
| 15. Aug. 1991 | Anschlag mit Schusswaffen und Granaten auf Dorf                   | Bolívar             | Kolumbien              | 30   | 0         | [ 44 ]             |
| 15. Aug. 1991 | Sprengstoffanschlag auf Polizeieinheit                            | Belfast             | Vereinigtes Königreich | 1    | 0         | [ 45 ]             |
| 15. Aug. 1991 | Anschlag mit Schusswaffen und Mörser auf Polizeieinheit           | Sopore              | Indien                 | 27   | 40        | [ 46 ]             |
| 17. Aug. 1991 | Anschlag mit Landmine auf Militäreinheit                          | Nordirland          | Vereinigtes Königreich | 1    | 0         | [ 47 ]             |
| 20. Aug. 1991 | Anschlag mit Schusswaffen und Granaten auf schiitische Prozession | Parachinar          | Pakistan               | 4    | 20        | [ 48 ]             |
| 1. Sep. 1991  | Anschlag mit Autobombe auf Polizeistation                         | Kattankudy          | Sri Lanka              | 8    | 20        | [ 49 ]             |
| 8. Sep. 1991  | Granatenangriff auf Hochzeit                                      | Majdal Anjar        | Libanon                | 0    | 50        | [ 50 ]             |
| 8. Sep. 1991  | Anschlag mit Schusswaffen und Granaten auf IFP-Unterstützer       | Thokoza             | Südafrika              | 23   | 0         | [ 51 ]             |
| 16. Sep. 1991 | Anschlag mit Autobombe auf Kaserne                                | Mutxamel            | Spanien                | 3    | 30        | [ 52 ]             |
| 19. Sep. 1991 | Sprengstoffanschlag auf Markt                                     | Uttar Pradesh       | Indien                 | 2    | 21        | [ 53 ]             |
| 21. Sep. 1991 | Sprengstoffanschlag                                               | Jammu               | Indien                 | 2    | 20        | [ 54 ]             |
| 16. Okt. 1991 | Sprengstoffanschlag auf Hindu-Festzug                             | Rudrapur            | Indien                 | 41   | 140       | [ 55 ]             |
| 16. Okt. 1991 | Sprengstoffanschlag auf hinduistische Veranstaltung               | Bajpur              | Indien                 | 31   | 80        | [ 56 ]             |
| 6. Nov. 1991  | Granatenangriff auf Grenzposten                                   | Šumskas             | Litauen                | 0    | 1         | [ 57 ]             |
| 8. Nov. 1991  | Sprengstoffanschlag auf Zug und Bahnhof                           | Maharashtra         | Indien                 | 10   | 60        | [ 58 ]             |
| 20. Nov. 1991 | Raketenangriff auf Helikopter                                     | Martuni             | Aserbaidschan          | 23   | 0         | [ 59 ]             |
| 4. Dez. 1991  | Anschlag mit Autobombe auf Hotel                                  | Belfast             | Vereinigtes Königreich | 0    | 23        | [ 60 ]             |
| 12. Dez. 1991 | Anschlag mit Autobombe auf Polizeistation                         | Craigavon           | Vereinigtes Königreich | 0    | 70        | [ 61 ]             |
| 22. Dez. 1991 | Sprengstoffanschlag auf Markt                                     | Neu-Delhi           | Indien                 | 4    | 40        | [ 62 ]             |
| 28. Dez. 1991 | Raketenangriff auf Dschalalabad                                   | Dschalalabad        | Afghanistan            | 14   | 28        | [ 63 ]             |
| 30. Dez. 1991 | Anschlag mit Autobombe                                            | Beirut              | Libanon                | 17   | 120       | [ 64 ]             |